# Aleen Bailey

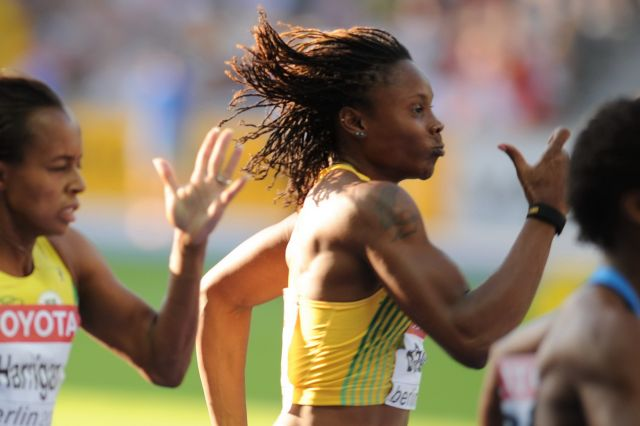
Tijdens WK 2009 in Berlijn

Aleen Bailey (Saint Mary, 25 november 1980) is een Jamaicaanse sprintster. Ze werd meervoudig Jamaicaans kampioene op de 100 m en de 200 m. Haar grootste successen behaalde ze op de 4 x 100 m estafette. Zo werd ze olympisch kampioene en wereldkampioene op dit onderdeel.

## Biografie

### Eerste successen
Bailey studeerde af aan de universiteit van South Carolina, waar ze tijdens haar derde en vierde jaar aan atletiekwedstrijden deed. Haar eerste grote prestatie was het behalen van een bronzen medaille op de wereldkampioenschappen in 1999 op de 4 x 100 m. In 2003 won ze op de NCAA-kampioenschappen de 100 en 200 m. Ze versloeg hiermee tweemaal de grote favoriete Muna Lee van de Louisiana State University. Ze nam ook deel aan de 4 x 100 m estafette.

### Olympisch estafettegoud
In 2004 vertegenwoordigde Bailey Jamaica op de Olympische Spelen van Athene, waar ze vijfde werd op de 100 m en vierde op de 200 m. Ze won met haar teamgenotes Veronica Campbell, Tayna Lawrence en Sherone Simpson goud op de 4 x 100 m estafette in de nationale recordtijd van 41,73 s. Ze versloegen hiermee Rusland (42,27) en Frankrijk (42,54). Op de WK in 2005 won Aleen Bailey (samen met Daniele Browning, Sherone Simpson en Veronica Campbell) zilver op de 4 x 100 m. Op de Pan-Amerikaanse Spelen werd ze vijfde op de 200 m en won ze goud op de estafette.

### Prolongatie olympische titel mislukt
Op de Olympische Spelen van 2008 in Peking was ze aanwezig als reserveloopster van de Jamaicaanse 4 x 100 m estafetteploeg en werd zij opgesteld in de series. Het viertal, naast Aleen Bailey bestaande uit Shelly-Ann Fraser, Sheri-Ann Brooks en Veronica Campbell-Brown, liep de snelste tijd in de voorrondes en plaatste zich voor de finale. Aangezien belangrijke medaillekandidaten als Frankrijk, de Verenigde Staten en Oekraïne door foute of mislukte wissels reeds in de series waren uitgeschakeld, was de Jamaicaanse ploeg op slag de voornaamste kandidaat voor olympisch goud en prolongatie van haar olympische titel. Die kans lieten Shelly-Ann Fraser, Sherone Simpson (in plaats van Sheri-Ann Brooks), Veronica Campbell-Brown en Kerron Stewart, die voor de finaleronde de plaats van Bailey had ingenomen, zich echter ontglippen. In de finale ging het Jamaicaanse viertal door een mislukte wissel zelf ook in de fout en haalde de finish niet. Dat deden de Britten evenmin, zodat Rusland ten slotte in 42,31 met het goud aan de haal ging.

### Wereldkampioene
Een jaar later, tijdens de WK in Berlijn, kreeg de Jamaicaanse ploeg de kans om zich te revancheren voor het echec van de Spelen in Peking. Die kans grepen zij met beide handen aan. De uitslag van de 100 m was er al een voorbode van, want met vier Jamaicaanse sprintsters in de finale, die vervolgens eerste, tweede, vierde en achtste (Aleen Bailey in 11,16) werden, was de Jamaicaanse overheersing op de sprint al bijna compleet. En toen in de series van de 4 x 100 m estafette Muna Lee, lid van het Amerikaanse team, zich zwaar blesseerde, waardoor dit viertal haar race niet kon beëindigen, lag de weg naar het goud voor het Jamaicaanse estafetteloopsters vrijwel open. In de finale kwam de grootste weerstand nu van de Bahama's, dat met Sheniqua Ferguson, Chandra Sturrup, Christine Amertil en Debbie Ferguson-McKenzie nog erg dichtbij kwam, maar met 42,29 toch ruim twee tiende seconde moest toegeven op de Jamaicaanse sprintsters Simone Facey, Shelly-Ann Fraser, Aleen Bailey en Kerron Stewart, die in 42,06 naar de overwinning snelden.

### Gepasseerd voor WK 2011
In de jaren die volgden liet Aleen Bailey weinig van zich horen. In 2010 bereikte zij tweemaal de finale van een 100 m tijdens een wedstrijd in het kader van de IAAF Diamond League, in 2011 gevolgd door twee finaleplaatsen op de 100 en de 200 m tijdens de Londen Grand Prix. Toch voelde zij zich gepasseerd, toen zij door de Jamaicaanse atletiekbond niet werd geselecteerd voor de 4 x 100 m estafette op de WK in Daegu. De bond had de voorkeur gegeven aan een atlete die een langzamere tijd achter haar naam zou hebben staan, zo klaagde zij. Bailey doelde hier waarschijnlijk op Jura Levy, die met een PR van 11,10 op papier inderdaad minder snel was dan de 11,04 van Bailey uit 2004, maar die deze tijd wel had gelopen tijdens de Jamaicaanse kampioenschappen van 2011 en bij deze kampioenschappen was Bailey op 11,15 blijven steken.

### Geen deelname aan OS 2012
Bailey was niet van plan om zich bij de ontstane situatie neer te leggen en probeerde in 2012 haar plaats in de Jamaicaanse estafetteploeg te heroveren om zodoende voor de derde maal in haar carrière aan de Olympische Spelen te kunnen deelnemen.
Zij begon dat jaar sterk met PR’s op de 55 en 60 m indoor. Tijdens het buitenseizoen nam zij deel aan diverse wedstrijden van internationaal niveau en bereikte hierin meestal de finale, met name op de 200 m. Tijdens de Jamaicaanse kampioenschappen in juni slaagde zij er zelfs in om haar acht jaar oude PR op de 100 m van 11,04 te evenaren. Alleen leverde zij deze prestatie in de voorronde; in de finale werd zij zevende in 11,12 en aangezien de Jamaicaanse keuzeheren selecteerden op uitslag en niet op tijd, kwam zij net één plaats te kort om als reserveloopster te kunnen worden uitgezonden naar de Spelen in Londen. In het naseizoen kwam zij nog tot enkele van haar beste jaarprestaties. Bij de Athletissima in Lausanne maakte zij deel uit van de Jamaicaanse estafetteploeg die in 42,51 het Oekraïense team (42,56) nipt voorbleef en tijdens de Weltklasse Zürich werd zij op de 200 m tweede in 22,98, twee honderdste seconde achter winnares Lauryn Williams.
Aleen Bailey werd lange tijd getraind door Curtis Frye, maar stapte in maart 2012 over naar Davion Spence. Zij is de zus van reggaester Capleton.

## Titels
- Olympisch kampioene 4 x 100 m - 2004
- Wereldkampioene 4 x 100 m - 2009
- Centraal-Amerikaans en Caribische kampioene 4 x 100 m - 2013
- NCAA-kampioene 100 m - 2003
- NCAA-kampioene 200 m - 2003
- Jamaicaans kampioene 100 m - 2001, 2003
- Jamaicaans kampioene 200 m - 2001, 2003
- Pan-Amerikaans jeugdkampioene 100 m - 1999
- Pan-Amerikaans jeugdkampioene 200 m - 1999

## Persoonlijke records
Outdoor
| Onderdeel | Prestatie          | Datum            | Plaats     |
| --------- | ------------------ | ---------------- | ---------- |
| 100 m     | 11,04 s (+1.7 m/s) | 23 juli 2004     | Birmingham |
| 200 m     | 22,33 s (+1.1 m/s) | 24 augustus 2004 | Athene     |

Indoor
| Onderdeel | Prestatie | Datum            | Plaats       |
| --------- | --------- | ---------------- | ------------ |
| 55 m      | 6,79 s    | 14 januari 2012  | Gainesville  |
| 60 m      | 7,18 s    | 12 februari 2012 | Karlsruhe    |
| 200 m     | 23,03 s   | 14 maart 2003    | Fayetteville |

## Palmares

### 60 m
Kampioenschappen
- 2012: 7e WK indoor - 7,24 s (in ½ fin. 7,23 s)

### 100 m
Kampioenschappen
- 2001:  Jamaicaanse kamp. - 11,14 s
- 2003:  Jamaicaanse kamp. - 11,08 s
- 2004:  Wereldatletiekfinale - 11,16 s
- 2004: 5e OS - 11,05 s
- 2009: 8e WK - 11,16 s
- 2012: 7e Jamaicaanse kamp. - 11,12 s (in serie 11,04 s)
- 2013: 7e Jamaicaanse kamp. - 11,19 s
- 2013:  Centraal-Amerikaanse en Caribische kamp. - 11,34 s

Golden League-podiumplekken
- 2004:  Golden Gala – 11,19 s
- 2004:  Weltklasse Zürich – 11,09 s
- 2004:  Memorial Van Damme – 11,08 s
- 2004:  ISTAF – 11,19 s
- 2009:  Meeting Areva – 11,26 s

Diamond League-podiumplekken
- 2013:  Adidas Grand Prix – 11,37 s

### 150 m
- 2013: 4e Flame Games te Amsterdam - 17,30 s

### 200 m
Kampioenschappen
- 1999:  Pan-Amerikaanse Spelen - 23,48 s
- 2001:  Jamaicaanse kamp. - 22,86 s
- 2003:  Jamaicaanse kamp. - 22,59 s
- 2004:  Wereldatletiekfinale - 22,84 s
- 2004: 4e OS - 22,42 s
- 2007: 6e WK - 22,72 s
- 2012: 7e Jamaicaanse kamp. - 22,84 s
- 2013: 6e Jamaicaanse kamp. - 23,32 s
- 2013:  Centraal-Amerikaanse en Caribische kamp. - 23,08 s

Golden League-podiumplek
- 2007:  ISTAF – 23,08 s

### 4 x 100 m
- 1999:  WK - 42,15 s
- 1999:  Pan-Amerikaanse Spelen - 42,62 s
- 2004:  OS - 41,73 s
- 2005:  WK - 41,99 s
- 2006:  Wereldbeker - 42,26 s
- 2008: DNF OS (in serie 42,24 s)
- 2009:  WK - 42,06 s
- 2012:  Athletissima te Lausanne - 42,51 s
- 2013:  Centraal-Amerikaanse en Caribische kamp. - 43,58 s

1928: Rosenfeld, Smith, Bell, Cook ·
1932: Carew, Furtsch, Rogers, Von Bremen ·
1936: Bland, Rogers, Robinson, Stephens ·
1948: Stad-de Jong, Witziers-Timmer, van der Kade-Koudijs, Blankers-Koen ·
1952: Faggs, Jones, Moreau, Hardy ·
1956: Strickland, Croker, Mellor, Cuthbert ·
1960: Hudson, Williams, Jones, Rudolph ·
1964: Ciepły, Kirszenstein, Górecka, Kłobukowska ·
1968: Ferrell, Bailes, Netter, Tyus ·
1972: Krause, Mickler-Becker, Richter, Rosendahl ·
1976: Oelsner, Stecher, Bodendorf, Eckert ·
1980: Müller, Wöckel, Auerswald, Göhr ·
1984: Brown, Bolden, Cheeseborough, Ashford ·
1988: Brown, Echols, Griffith-Joyner, Ashford ·
1992: Ashford, Jones, Guidry, Torrence ·
1996: Devers, Miller, Gaines, Torrence ·
2000: Fynes, Sturrup, Davis, Ferguson ·
2004: Lawrence, Simpson, Bailey, Campbell ·
2008: Borlée, Mariën, Ouédraogo, Gevaert ·
2012: Madison, Felix, Knight, Jeter ·
2016: Madison, Felix, Gardner, Bowie ·
2020: Williams, Thompson-Herah, Fraser-Pryce, Jackson ·
2024: Jefferson, Terry, Thomas, Richardson
1983 Gladisch, Koch, Auerswald, Göhr · 
1987 Brown, Williams, Griffith-Joyner, Marshall · 
1991 Duhaney, Cuthbert, McDonald, Ottey · 
1993 Bogoslovskaja, Maltsjoegina, Voronova, Privalova · 
1995 Mondie-Milner, Guidry-White, Gaines, Torrence · 
1997 Gaines, Jones, Miller, Devers · 
1999 Fynes, Sturrup, Davis-Thompson, Ferguson · 
2001 Paschke, G. Rockmeier, B. Rockmeier, Wagner · 
2003 Girard, Hurtis-Houairi, Félix, Arron · 
2005 Daigle, Lee, Barber, Williams · 
2007 Williams, Felix, Barber, Edwards · 
2009 Facey, Fraser, Bailey, Stewart · 
2011 Knight, Felix, Myers, Jeter · 
2013 Russell, Stewart, Calvert, Fraser-Pryce · 
2015 Campbell-Brown, Morrison, Thompson, Fraser-Pryce · 
2017 Brown, Felix, Akinosun, Bowie · 
2019 Whyte, Fraser-Pryce, Smith, Jackson · 
2022 Jefferson, Steiner, Prandini, Terry · 
2023 Davis, Terry, Thomas, Richardson